# Saint-Romain-d'Urfé
Saint-Romain-d'Urfé è un comune francese di 288 abitanti situato nel dipartimento della Loira della regione dell'Alvernia-Rodano-Alpi.

## Società

### Evoluzione demografica
Abitanti censiti